# Rzepiska (Bukowina Tatrzańska)
Rzepiska (slowakisch Repiská, ungarisch Répásfalu; deutsch Reps) ist eine Ortschaft mit einem Schulzenamt der Gemeinde Bukowina Tatrzańska im Powiat Tatrzański der Woiwodschaft Kleinpolen in Polen.

## Geographie
Der Ort liegt unterhalb des Bergs Pawlikowski Wierch. Es gibt fünf Siedlungen innerhalb des Dorfes:
- Bryjów Potok
- Wojtyczków Potok
- Grocholów Potok (mit der Kirche)
- Madejów Potok
- Pawliki

Karte der Polnischen Zips

## Geschichte
Rzepiska ist eines der vierzehn Dörfer in der Polnischen Zips.
Der Ort wurde im 17. Jahrhundert nach Walachischem Recht gegründet und wurde im Jahre 1655 erstmals erwähnt. Verschiedene Theorien erläutern den Namen: von Speiserüben (polnisch rzepa), von steilen Felsabhängen (slowakisch Repiská), vom albanischen Wort Repire, Repiete. Er gehörte bis 1779 zur Pfarrei in Łapsze Wyżne, dann zu der in Jurgów. Im 19. Jahrhundert wurde Slowakisch die Sprache der Kirche und der Schule, aber die lokalen Goralen sprachen Goralisch, einen polnischstämmigen Dialekt, der in den ungarischen Volkszählungen im Gegensatz zu den goralischen Dörfern der Arwa immer als Slowakisch betrachtet wurde. Später wurde eine Politik der Magyarisierung betrieben.
1918, nach dem Ende des Ersten Weltkriegs und dem Zusammenbruch der k.u.k. Monarchie, wurde das Dorf Teil der neu entstandenen Tschechoslowakei. In Folge der Tschechoslowakisch-polnischen Grenzkonflikte im Zips-Gebiet wurde der Ort 1920 der Zweiten Polnischen Republik zugesprochen. Zwischen den Jahren 1920 und 1925 gehörte er zum Powiat Spisko–Orawski, ab 1. Juli 1925 zum Powiat Nowotarski. Im Jahre 1921 hatte die Gemeinde 110 Häuser mit 504 Einwohnern, davon alle römisch-katholische Polen.
Von 1939 bis 1945 wurde das Dorf ein Teil des Slowakischen Staates.
Von 1975 bis 1998 gehörte Rzepiska zur Woiwodschaft Nowy Sącz.

## Sehenswürdigkeiten
- Holzkirche, gebaut 1955–1957

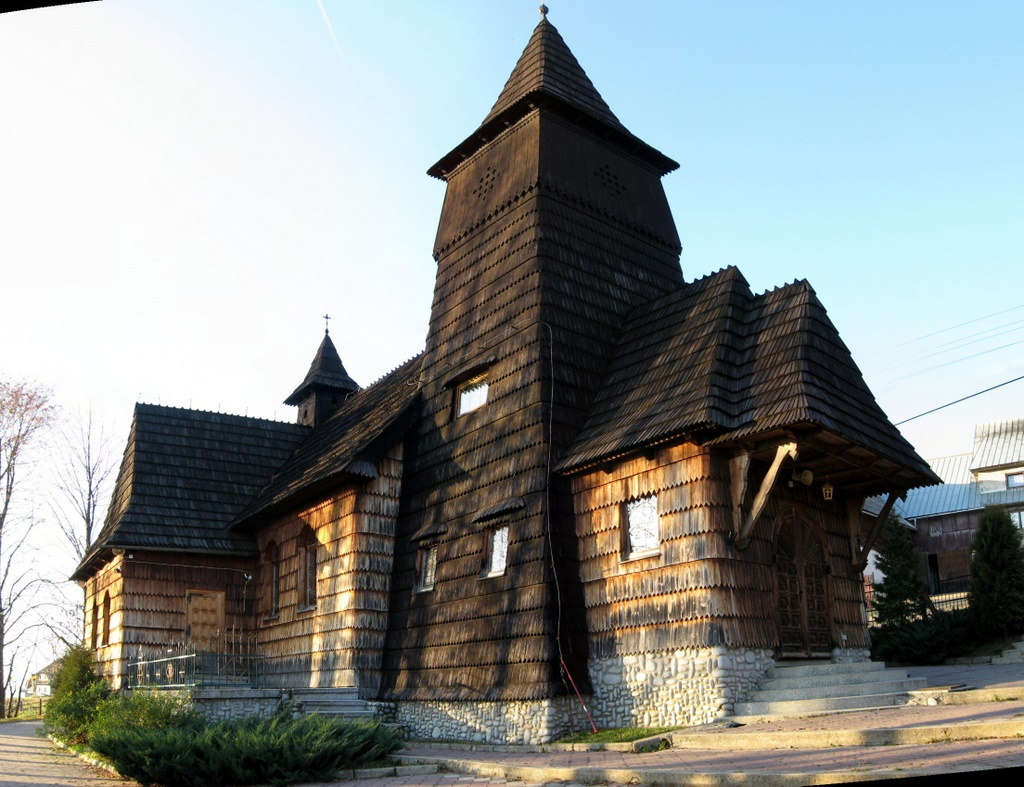
Kirche